# Surogat (film)
Surogat  je jugoslovenski crtani film Dušana Vukotića iz 1961. To je prvi animirani film izvan Sjedinjenih Američkih Država koji je 1962. godine dobio Oskara za najbolji crtani film. Film je prikazivan po svijetu i poznat je pod drugim nazivima: The Substitute, Cypporar, Der Ersatz, Le Succēdanē, Surrogatto itd.
Pored Oskara, Surogat je dobio i brojne druge nagrade na festivalima u Beogradu, Bergamu, Korku, San Francisku, Oberhauzenu itd. Prema tom kriterijumu Surogat je i danas najnagrađivaniji film koji je proizveden u Hrvatskoj.
Surogat je desetominutni crtani film za odrasle, reditelja i glavnog animatora Dušana Vukotića i scenariste Rudolfa Sremca iz 1961. Film je nastao u Studiju za crtani film Zagreb filma u zagrebačkoj Vlaškoj ulici.
Priča prati trouglastog čovečuljka koji živi u svetu u kom je sve na naduvavanje. Prikazuje se vreme koje junak provodi na plaži, gde jednostavno naduvava predmete svojih želja (dušek, čamac, automobil, pa i devojku), ali na kraju jednako tako lako sve nestaje.
Kroz vedar, ali i satiričan ton, film poziva gledaoca da preispita potrošačke navike savremenog društva koje često zanemaruje razliku između stvarnosti i virtuelnog surogata za stvarnost.
Muzika za film, zagrebačkog kompozitora i dirigenta Tomislava Simovića, bila je takođe vrlo savremeni džez.

## Naslijeđe
Prvih godina nakon osamostaljenja Republike Hrvatske film kao i njegov autor pali su u zaborav. Tek 2007. došlo je do ponovnog zanimanja za Vukotićevo djelo. Tad su 
Ministarstvo kulture Republike Hrvatske, Zagreb film, Hrvatski filmski savez i Društvo hrvatskih filmskih redatelja odlučili da u povodu deset godina od smrti Dušana Vukotića, zajednički organizuju nekoliko događaja, kojim su „osvježili“ uspomenu na film i njegovog autora.

## Spoljašnje veze
- Surogat на веб-сајту